# Rokîni
Rokîni (în ucraineană Рокині, poloneză Rokinie) este o așezare de tip urban din raionul Luțk, regiunea Volînia, Ucraina. În afara localității principale, nu cuprinde și alte sate.

## Demografie
Componența lingvistică a așezării de tip urban Rokîni
     Ucraineană (98,78%)
     Rusă (1,15%)
     Alte limbi (0,07%)
Conform recensământului din 2001, majoritatea populației așezării de tip urban Rokîni era vorbitoare de ucraineană (98,78%), existând în minoritate și vorbitori de rusă (1,15%).